# Fear Inoculum
Fear Inoculum ist das fünfte Studioalbum der Rockband Tool. Es wurde im August 2019 bei Volcano Entertainment/RCA Records veröffentlicht.

## Hintergrund
Erstmals wurde die Idee eines neuen Albums von der Band 2008 in einem Newsletter erwähnt. Danach hatte die Gruppe unter anderem mit Rechtsstreitigkeiten zu kämpfen. Sänger Maynard James Keenan nahm an den Songwritingsessions nicht teil, er fokussierte sich auf Gesangsmelodien und Texte, wofür er laut Danny Carey mehr Momente der Inspiration benötigt als lange Sessions. Aufgenommen wurde das von der Band selbstproduzierte Album in Los Angeles (Kalifornien), in den Studios Henson Recording, United Recording sowie The Loft. Die Aufnahmen fanden von März 2018 bis Januar 2019 statt.

## Titelliste
Alle Texte wurden von Maynard James Keenan geschrieben. Die Musik wurde von Adam Jones, Danny Carey und Justin Chancellor geschrieben.
| Nr.          | Titel               | Länge |
| ------------ | ------------------- | ----- |
| 1.           | Fear Inoculum       | 10:21 |
| 2.           | Pneuma              | 11:53 |
| 3.           | Invincible          | 12:44 |
| 4.           | Descending          | 13:37 |
| 5.           | Culling Voices      | 10:05 |
| 6.           | Chocolate Chip Trip | 4:47  |
| 7.           | 7empest             | 15:44 |
| Gesamtlänge: | Gesamtlänge:        | 79:10 |

| Nr.          | Titel                  | Länge |
| ------------ | ---------------------- | ----- |
| 1.           | Fear Inoculum          | 10:20 |
| 2.           | Pneuma                 | 11:53 |
| 3.           | Litanie contre la peur | 2:14  |
| 4.           | Invincible             | 12:44 |
| 5.           | Legion Inoculant       | 3:09  |
| 6.           | Descending             | 13:37 |
| 7.           | Culling Voices         | 10:05 |
| 8.           | Chocolate Chip Trip    | 4:48  |
| 9.           | 7empest                | 15:43 |
| 10.          | Mockingbeat            | 2:05  |
| Gesamtlänge: | Gesamtlänge:           | 86:38 |

## Rezeption
In vielen Ländern weltweit erreichte Fear Inoculum die Top 10 der nationalen Albumcharts, in den USA erreichte das Album Platz eins und Goldstatus. Zwei Songs wurden für den Grammy Award nominiert, das Titelstück für den Grammy Award for Best Rock Song und 7empest (ausgesprochen: Tempest) für den Grammy Award for Best Metal Performance, den die Band mit dem letzteren Titel auch gewann. Das Titelstück wurde mit 10:21 Minuten der längste Song, der in die Billboard Hot 100 einstieg. Es schlug damit David Bowies Song Blackstar.

## Kommerzieller Erfolg

### Chartplatzierungen
| ChartsChartplatzierungen       | Höchstplatzierung | Wochen |
| ------------------------------ | ----------------- | ------ |
| Deutschland (GfK)              | 2 (17 Wo.)        | 17     |
| Österreich (Ö3)                | 3 (7 Wo.)         | 7      |
| Schweiz (IFPI)                 | 2 (9 Wo.)         | 9      |
| Vereinigte Staaten (Billboard) | 1 (17 Wo.)        | 17     |
| Vereinigtes Königreich (OCC)   | 4 (2 Wo.)         | 2      |

| ChartsJahrescharts (2019)      | Platzierung |
| ------------------------------ | ----------- |
| Deutschland (GfK)              | 57          |
| Vereinigte Staaten (Billboard) | 114         |

### Auszeichnungen für Musikverkäufe
| Land/Region               | Auszeichnungen für Musikverkäufe (Land/Region, Auszeichnung, Verkäufe) | Verkäufe |
| ------------------------- | ---------------------------------------------------------------------- | -------- |
| Kanada (MC)               | Gold                                                                   | 40.000   |
| Neuseeland (RMNZ)         | Gold                                                                   | 7.500    |
| Polen (ZPAV)              | Gold                                                                   | 10.000   |
| Vereinigte Staaten (RIAA) | Gold                                                                   | 500.000  |
| Insgesamt                 | 4× Gold ·                                                              | 557.500  |